# Milagro del hijo arrepentido

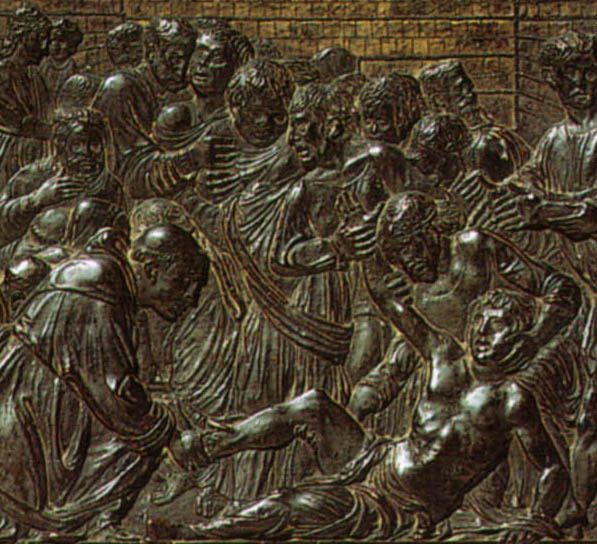
La escena central, detalle

El Milagro del hijo arrepentido es un relieve realizado por Donatello que forma parte de la decoración del altar de la basílica del Santo en Padua, especialmente de la serie de los cuatro Milagros de San Antonio. Está realizado en bronce con doraduras (57x123 cm) y su ejecución se remonta a después del año 1446, habiendo sido completado a lo largo de 1453.

## Historia
El altar y sus decoraciones se ejecutaron entre la segunda mitad de 1446 y la salida de la artista de Padua, en 1453. Las obras fueron retocadas durante mucho tiempo, mucho más allá de la salida de Donatello: se  tiene noticia de que se prolongó hasta 1477.
Ya que la estructura arquitectónica original del altar fue destruida hacia finales del siglo XVI, la versión que hoy se puede apreciar es una controvertida reconstrucción  del arquitecto Camillo Boito de 1895.
Los relieves de los Milagros se encontraban quizás bajo los grupos laterales de los santos de bulto redondo, dos delante y dos sobre el lado trasero, intercalados probablemente por los relieves de los Putti. Antes de Donatello estos episodios de la vida del Santo habían sido retratados muy raramente, por lo cual debió prácticamente inventar su iconografía.

## Descripción y estilo
Los cuatro paneles fueron concebidos como escenas de muchedumbre, extremadamente ricas en detalles y conteniendo varios microepisodios narrativos con una multiplicidad de figuras que es difíciles de igualar.

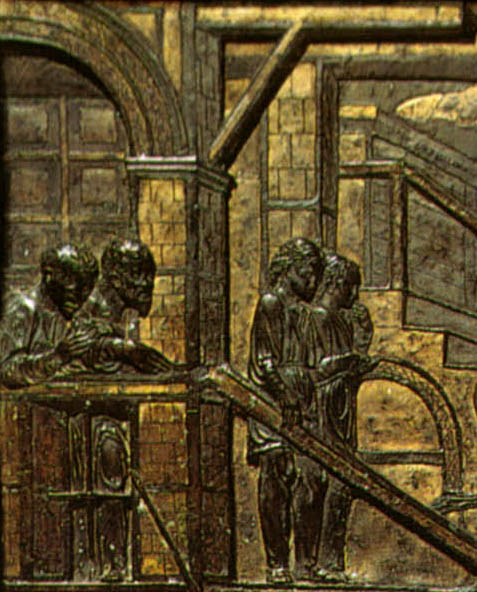
Detalle

Según las historias de san Antonio de Padua un joven había confesado al santo haber golpeado con una patada a su propia madre. Entonces Antonio, para deplorar su acción, le dijo que la pierna que se había manchado por tal culpa habría merecido ser amputada. El hombre arrepentido, nada más volver a casa, no habiendo entendido el sentido de las palabras, se cortó la pierna y la noticia de su castigo dio la vuelta a la ciudad. Antonio se acercó rápidamente al hombre y explicándole el sentido de sus palabras mediante una oración, le repuso milagrosamente la pierna.
Los personajes principales del episodio son retratados en el centro de la composición, mientras que alrededor de la misma se disponen una serie de personas dispuestas en semicírculos que asisten al milagro, algunas de las cuales se encuentran de rodillas. La escena principal está magníficamente enmarcada en la construcción arquitectónica, una de las más extraordinarias de la serie, que ambienta la acción en un circo con gradas sobre el cual se erige un palacio con un pórtico (probablemente reflejo de los palacios imperiales del Palatino y del Circo Máximo), mientras dos escalinatas en primer plano indican, con las líneas de los pretiles, el milagro. La construcción usa más puntos de fuga, demostrando así una superación de la perspectiva lineal centralizada. Un sol resplandeciente, símbolo de la luz divina, ilumina el cielo en lo alto.
Los personajes soy muy numerosos y van desde las personas cercanas a la escena del milagro, más o menos golpeadas por el acontecimiento extraordinario, a una serie de paseantes situados sobre las gradas que acuden o se vuelven señalando el evento, hasta las pequeñas figurillas que pueblan el pasaje del circo en todo su entorno, reduciéndose poco a poco al alejarse en profundidad. La tensión emocional del milagro nace del propio hecho de estar integrada en un entorno cotidiano con una extraordinaria síntesis entre las exigencias descriptivas y la exaltación del significado de la escena.
Abajo hacia la izquierda de un arco aparecen las aguas y algunas figuras tumbadas: constituyen una referencia antigua, recordando de hecho las personificaciones de los ríos.